# Letiště Třebíč
Letiště Třebíč je SLZ plocha a leží podél silnice II/351 Třebíč – Dukovany. Je koncipováno jako vnitrostátní letiště pro ultralehká letadla. Jeho součástí jsou čtyři hangáry, z nichž první byl dostavěn v roce 1996 a ostatní v roce 2000.

## Historie

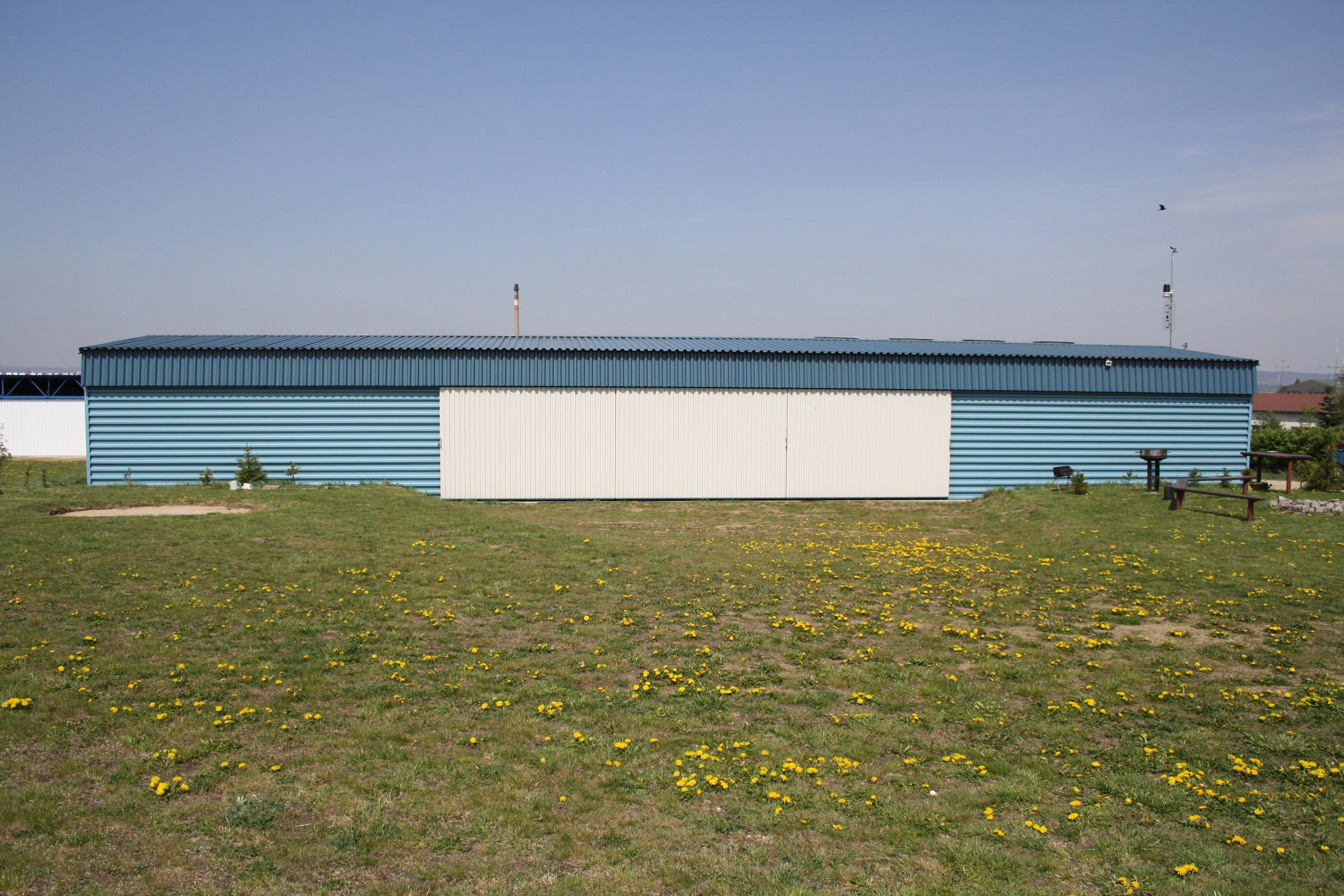
Hangáry třebíčského letiště

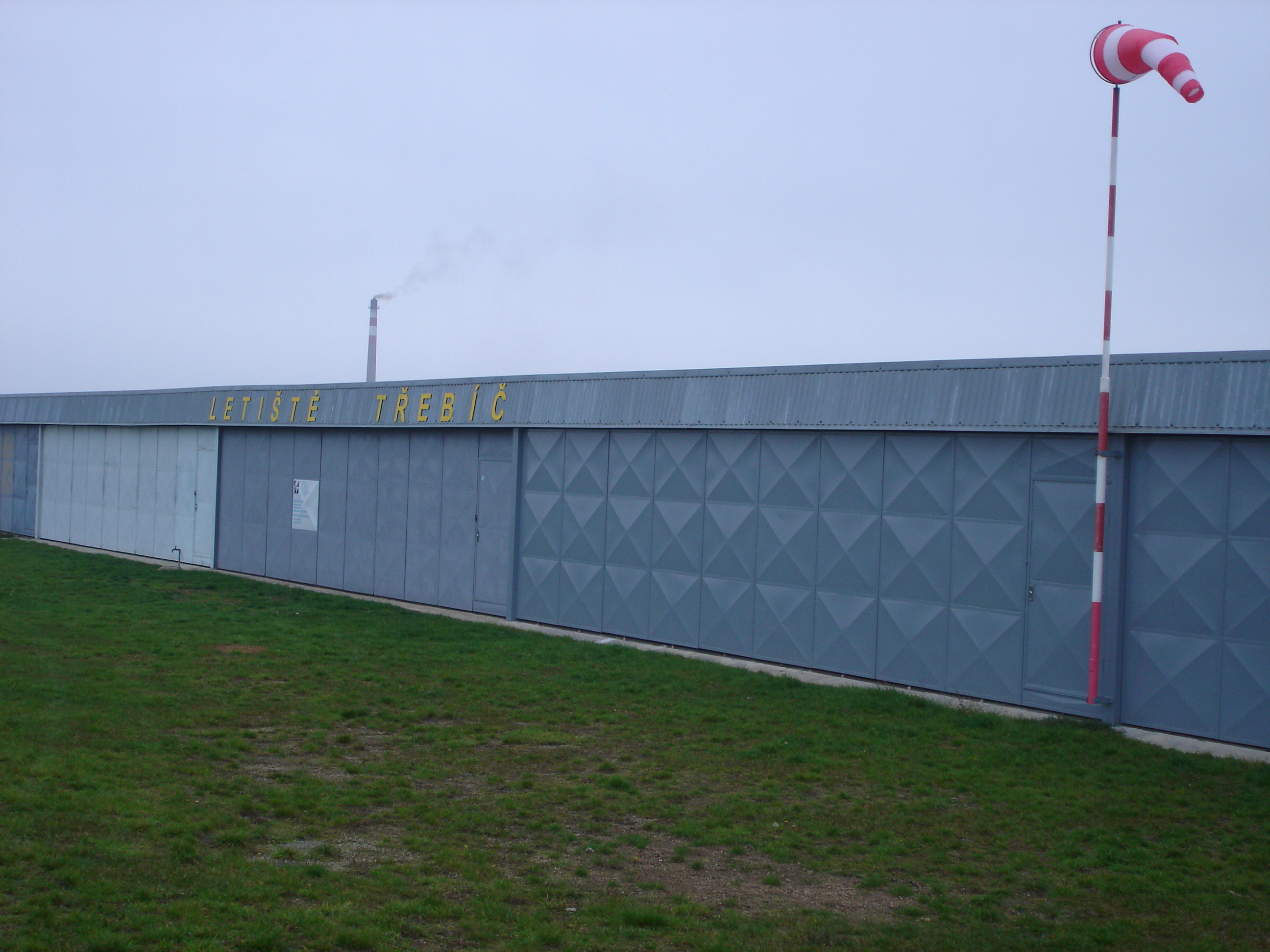
Hangár

Letiště bylo slavnostně otevřeno 8. července 1995. Tím byl obnoven třebíčský letecký provoz přerušený v roce 1949. V dnešní poloze v katastrálním území Kožichovic se letiště nachází vzhledem k tomu, že Střítež s realizací tohoto záměru nesouhlasila. Záměrem budovatelů letiště též bylo, aby letiště mohla využívat též letecká záchranná služba, hasiči a Lesy České republiky.

## Nehody a incidenty
- Dne 16. června 2015 havarovalo ultralehké letadlo nedaleko zahrádkářské kolonie v katastru obce Střítež poté, co měl dle pilota letounu selhat motor. Při nehodě se zranila dvoučlenná posádka.[2][3][4]
- Dne 17. března 2019 se nedaleko letiště stala kuriózní dopravní nehoda, kdy přistávající dvoumístné letadlo kolem zavadilo o střešní nosič automobilu jedoucího po silnici II/351 vedoucí kolem letiště.[5][6] Dle Ústavu pro odborné zjišťování příčin leteckých nehod je vina jednoznačně na straně pilota, kdy ten má každou komunikaci brát jako 10 metrů vysokou překážku. Škoda na automobilu byla ve výši 50 tisíc Kč. Nehodou se zabývala Letecká amatérská asociace.[7][8]

## Omezení
500 m západně od obce Střítež leží modelářská plocha. Je nutno létat mimo okolní obce (min. 600 m horizontálně).

## Provozní doba
Provozní doba letiště není stanovena.